# الحرب البوميرانية
كانت الحرب البوميرانية مسرحًا لحرب السنوات السبع. يُستخدم هذا المصطلح للتعبير عن القتال الذي اندلع بين السويد وبروسيا بين عامي 1757 و1762 في أراضي بوميرانيا السويدية، ومقاطعة بوميرانيا البروسية، وشمال مرغريفية براندنبورغ وشرق دوقية مكلنبورغ شيفرين.
تميزت الحرب بحركات صد ورد للجيوش السويدية والبروسية، ولم يحقق أي منها نصرًا حاسمًا. بدأت الحرب حين تقدمت القوات السويدية إلى الأراضي البروسية في عام 1757، ولكنها صُدّت وحوصرت في شترالسوند إلى أن أغاثتهم قوة روسية في عام 1758. في غضون ما يلي، توغل جيش سويدي جديد في الأراضي البروسية، ودُمر الأسطول البروسي الصغير واحتُلت مناطق في الجنوب وصولًا إلى نويروبين، غير أن الحملة أُحبطت في أواخر عام 1759 حين لم تنجح القوات السويدية التي تفتقر إلى الموارد في أخذ قلعة شتشين البروسية الرئيسية ولا في الاندماج مع حلفائها الروس.
صُد هجوم بروسي مضاد على أراضي بوميرانيا السويدية في يناير 1760، وعلى مدار العام تقدمت القوات السويدية من جديد إلى الأراضي البروسية جنوبًا حتى وصلت إلى برنتسلاو قبل الانسحاب مرة أخرى إلى بوميرانيا السويدية في الشتاء. بدأت حملة سويدية أخرى متجهة إلى بروسيا في صيف عام 1761، ولكن سرعان ما أُحبطت بسبب نقص الإمدادات والمعدات. وقعت المواجهات الأخيرة للحرب في شتاء عامي 1761 و1762 بالقرب من مالشين ونويكالن في مكلنبورغ، تمامًا عبر حدود بوميرانيا السويدية، قبل أن يتفق الطرفان على هدنة ريبنتز في 7 أبريل 1762. في 5 مايو، حين قضى التحالف الروسي البروسي على آمال السويد المستقبلية في المساعدة الروسية، وشكل بدلاً من ذلك تهديدًا بالتدخل الروسي لصالح بروسيا، أُجبرت السويد على إبرام السلام.
انتهت الحرب رسميًا في 22 مايو 1762 بمعاهدة هامبورغ للسلام بين بروسيا ومكلنبورغ والسويد. أُحبطت آمال حزب القبعات السويدي في استعادة الأراضي التي خسرتها السويد أمام بروسيا في عام 1720، وساهمت الحرب غير الشعبية والمكلفة في سقوطهم اللاحق.

## خلفية تاريخية
كان السبب الرئيسي للتدخل السويدي في حرب السنوات السبع هو أن حزب القبعات في السويد آنذاك اعتقد أن فريدريش العظيم ملك بروسيا سيستسلم أمام أعدائه الكثيرين، وبالتالي يمنح السويد فرصة خالية من المخاطر لاستعادة ممتلكاتها في بوميرانيا التي تنازلت عنها السويد لصالح بروسيا في عام 1720، في نهاية حرب الشمال العظمى. وبسبب الغضب والخوف من الثورة الملكية العدوانية في عام 1756، أراد حزب القبعات أيضًا سقوط فريدريش وإذلال أخته الملكة السويدية لويزا أولريكا البروسية وتدميرها. شُجّع حزب القبعات أيضًا على إعلان الحرب من قِبل فرنسا، التي كانت غاياتها متمحورة في أفعال حزب القبعات.
استُخدم غزو فريدريش لساكسونيا في عام 1756 ذريعةً للحرب، وقد استُنكر من قِبل كل من السويد وفرنسا باعتباره انتهاكًا لصلح وستفاليا لعام 1648، والذي كان ضمانًا لكليهما. في 21 مارس 1757، وافقت حكومتا فرنسا والنمسا على اتفاقية أوضحت فيها السويد وفرنسا أنه يتعين عليهما الحفاظ على حرية ألمانيا بما يتماشى مع المعاهدة. وعدت فرنسا بتقديم دعم مالي لهذه الحرب، وفي يونيو من نفس العام اتُخذ قرار بإرسال 20,000 جندي سويدي إلى ألمانيا للتأكيد على التزامهم. غزت تلك القوة البروسية بوميرانيا في 13 سبتمبر.
لتجنب ظهور هذا الغزو كحرب عدوانية (لا يمكن بدء حرب عدوانية دون موافقة ريكسداغ الطبقات)، لم يصدر السويديون أي إعلان عن الحرب وقدموا التوغل نحو البرلمان الألماني على أنه يهدف لاستعادة السلام فقط. لم يصل الدعم المالي الموعود من فرنسا وحلفائها إلا بعد بدء الأعمال العدوانية، وحين ذلك في 22 سبتمبر 1757، صرحت الحكومة السويدية عن شروطها وأعلنت الحرب. غير أن حزب القبعات بالغ بشكل كبير في تقدير قوة الجيش السويدي، إذ كان الجنود مدربين تدريباً سيئًا، ومجهزين بمعدات ضئيلة، وغير مستعدين في كل الأحوال للحرب.